# Talal Al-Bloushi
Talal Al-Bloushi (en árabe: طلال حسن علي البلوشي‎; Sulaibiya, Kuwait, 22 de mayo de 1986) es un exfutbolista de Catar que jugaba en la posición de centrocampista.

## Carrera

### Club
| Periodo   | Club                    |
| --------- | ----------------------- |
| 2003–2016 | Al Sadd SC              |
| 2009      | → Al-Shabab FC (cedido) |
| 2016–2018 | Al-Arabi Doha           |
| 2018–2019 | Al-Markhiya SC          |
| 2019      | Al-Mesaimeer SC         |

### Selección nacional
Jugó para Catar en 64 ocasiones de 2006 a 2013 y anotó un gol, el cual fue el 6 de septiembre de 2008 en la victoria por 3-0 ante Uzbekistán en Doha por la Clasificación de AFC para la Copa Mundial de Fútbol de 2010. Participó en dos ediciones de la Copa Asiática y ganó la medalla de oro en los Juegos Asiáticos de 2006.

## Logros

### Club
- Liga de fútbol de Catar (4): 2003–04, 2005–06, 2006–07, 2012–13
- Copa del Emir de Catar (4): 2004–05, 2006–07, 2014, 2015
- Copa de Catar (4): 2003, 2006, 2007, 2008
- Copa del Jeque Jassem (2): 2006, 2014
- Copa de las Estrellas de Catar (1): 2010
- Liga de Campeones de la AFC (1): 2011

### Selección nacional
- Juegos Asiáticos (1): 2006[2]